# Російська окупація Чернівців

## Напередодні
28 липня 1914 року з оголошення Австро-Угорщиною війни Сербії почалася Перша світова війна. На наступний день, 29 липня оголосила відкриту мобілізацію Російська імперія (прихована почалася ще 24 липня). У відповідь на це спочатку 1 серпня Німецька імперія, а потім 6 серпня Австро-Угорщина оголосили війну Росії. Прикордонне місто Чернівці, столиця коронного краю Герцогство Буковина швидко опинилося під загрозою окупації.
З 6 серпня в районі Буковини, що була другорядним театром бойових дій, зав'язалися бої місцевого значення між прикордонними австрійськими та російськими військами. Підступи до Чернівців захищала 43-тя стрілецька дивізія фельдмаршала фон Георгенега.
Надвечір 17 серпня загони Темешварської ц.-к. 1-ї кінної дивізії генерал-майора барона Петеані фон Штайнберґа (нім. Peteani von Steinberg) форсували Смотрич і зайняли Кам'янець-Подільський. На місто була накладена контрибуція в 200 тис. рублів, що пізніше стало прецедентом для Чернівців. Містяни встигли зібрати 10 тис., які були їм повернуті: 18 серпня почався наступ 8-ї армії росіян під командуванням Олексія Брусилова на Галич і австрійці вимушені були залишити місто.
23 серпня відбулася перша ґрунтовна спроба росіян захопити місто, але в районі сіл Раранче і Магала Дністровський загін, в основі якого були 47-й Український та 48-й Одеський піхотні полки, зазнав поразки і відступив у Бессарабію.
27 серпня почався стрімкий наступ 3-ї та 8-ї російських армій на Галичину, де їм протистояли значно менші сили австро-угорців, що зосередили війська на Люблинсько-Холмському напрямку. Щоб уникнути оточення, австрійські війська розпочали відступ.
30 серпня всі установи залишили місто і переїхали в Дорну. Також протягом серпня місто полишили близько 10 тис. біженців (довоєнне населення — 90 тис.)
31 серпня на світанку австрійські сапери підірвали обидва залізні мости через Прут в районі Старої Жучки та спалили дерев'яний міст у передмісті Гореча.

## Перша окупація (вересень - жовтень 1914 р.)

### Здача міста
2 вересня російське командування через учня гімназії передало бургомістру Соломону Вайссельберґеру листа російською та німецькою мовами підписане офіцером 48-го піхотного полку, лейтенантом Пігаревським із пропозицією обговорити умови здачі міста:
| Пане бургомістре, якщо Ви хочете передавати місто добровільно, тоді приїдьте, будь ласка, до цукрового заводу; тут ми домовимося про умови передачі. Візьміть з собою, будь ласка, зброю та ключі від міста. |
В результаті перемовин, в яких окрім цивільної влади брало участь також духовенство, було домовлено про наступне:
1. Майно та життя городян будуть збережені
2. Бургомістр та міська рада лишаються на службі
3. Заручники не беруться
4. Громадська варта залишається і виконує поліцейську службу
5. У місті лишається невелика частина окупаційних військ
6. Водогін негайно відновлює роботу.

Після повернення бургомістра громадянам, що зібралися на площі Ринок, з балкона ратуші було повідомлено німецькою, румунською, польською та русинською мовами про початок окупації.
Вечорі почався вступ російських окупаційних військ до Чернівців.
В урочистій передачі міста брав участь бургомістр Соломон Вайссельберґер, віце-бургомістри (надвірний радник Барлеон та д-р Дорі Попович), міські депутати, православне духовенство на чолі з д-ром фон Рептою, католицьке з прелатом церкви Воздвиження Всечесного Хреста Шмідом, представники інших конфесій. Окупантів репрезентували генерал-майор Тигран Арютінов, командир 1-ї Терської козачої дивізії та генерал-майор Олександр Павлов.
Під час передачі міста Арютінов, всупереч міжнародному праву оголосив його приєднаним до Російської імперії. Також, як реванш за Кам'янець-Подільський на місто була накладена контрибуція в 600 тис. рублів, яку потрібно було зібрати в 24 години. Завдяки дипломатичним зусиллям митрополита контрибуцію зменшили до 300 тис. Як і у випадку з Кам'янцем, зібрана 3 вересня контрибуція була повернута місту.
Під час збирання контрибуції 3 вересня 23 громадян були взяти в заручники. Частина з них була відпущена ввечері, частина — наступного дня.

### Військова адміністрація
Комендантом міста був призначений капітан Кірієнко, його заступником і начальником гарнізону — капітан Романенко.
За спогадами сучасників, перша військова адміністрація відзначилася грабунками й плюндруванням з боку російських козаків, реквізиціями та зловживаннями російських офіцерів.
8 вересня в Чернівці прибув генерал-майор Навроцький, тимчасовий військовий губернатор міста. 9 вересня комендантом (замість Кірієнка) був призначений капітан Лопатін.
Внаслідок окупації місто відчувало грошовий голод і 9 вересня для поточних розрахунків були надруковані міські гроші (нім. Gutscheine) на суму 200 040 крон номіналом 20, 50 геллерів, 1, 5 крон, якими з 11 вересня здійснювалися виплати міським службовцям, пенсіонерам. За кілька діб окупаційна влада запровадила примусовий курс купонів у співвідношенні 1 рубль до 3 крон 33 геллерів, що призвело до їх знецінення.
11 вересня всупереч міжнародному праву поранені австрійські солдати були оголошені військовополоненими й разом із санітарним персоналом депортовані в Росію.

### Цивільна адміністрація
15 вересня надвечір в місто прибув Сергій Євреїнов, цивільний губернатор Чернівців, до того — бессарабський віце-губернатор.
Вночі на 16 вересня бургомістр Соломон Вайссельберґер, прокурор Лазарус, д-р Менчель, депутат Спинул та надвірний радник фон Дузинкевич були заарештовані й вислані в Росію. Радник крайового суду Леман, прокурорський слідчий Премінґер уникнули арешту, оскільки залишили місто раніше.
Вранці російська адміністрація оголосила про розпуск міської ради. Бургомістром був призначений Темістокл Боканча, його заступниками: д-р Гакман, Тітус фон Оначула, д-р Скалат.
Німецька мова діловодства була скасована, під загрозою великого штрафу (5000 рублів) чи арешту заборонялося читати німецькомовні книги та газети. Був запроваджений комендантський час. Був запроваджений петербурзький час. Були звільнені всі службовці-євреї. З в'язниць були випущені арештанти. Громадська варта була розпущена і замість неї сформована російська поліція, що почасти складалася зі звільнених арештантів.

### Звільнення міста
В ніч на 20 жовтня почалася втеча російських військ. Близько опівдні до Новоселиці виїхав російський губернатор. Надвечір прибули перші австрійські патрулі. В ніч на 21 жовтня і наступного дня в місто зайшли більші загони австрійських військ. Три дні тривали гуляння з приводу звільнення міста.
В Чернівці повернувся крайовий президент граф Меран.
21 жовтня для управління містом був утворений тимчасовий маґістрат на чолі з урядовим радником Антоном Норстом та міським радником В. Коротинські. 22 жовтня тимчасовий маґістрат було розпущено, Норст був призначений урядовим комісаром, його помічниками стали Коротинські та старший радник маґістрату С. Дідейчек.

## Друга окупація (листопад 1914 р. - лютий 1915 р.)

### Здача міста
26 листопада 1914 р. і в ніч на 27 листопада місто покинули австрійські війська та значна кількість біженців (на кінець 1914 року в місті лишалася третина довоєнного населення).
27 листопада місцеві мешканці сформували тимчасове міське представництво на чолі з д-ром Костянтином Гостюком. По обіді з'явилися перші російські військові підрозділи, офіційно місто було здано 28 листопада козацькому полковнику Сєхіну на наступних умовах:
1. Затверджується тимчасова міська адміністрація.
2. Створюється громадська варта, яка передається в розпорядження військовим патрулям.
3. Місту гарантується спокій та порядок.
4. Козацький капітан (осавул) Астахов призначається комендантом міста.
5. Електростанція та водогін починають роботу.
6. Запроваджується петербурзький час, на ратуші вивішуються російські прапори.
7. Зібрання на вулицях заборонені; запроваджується комендантська година (з 8 години; для неповнолітніх з 5 години); забороняється продає алкоголю окрім пива.

Три дні: 28, 29 і 30 листопада тривали грабіжництва і плюндрування міста козацькими військовими частинами.
1 грудня в місто повернувся попередній окупаційний губернатор; пізніше, 15 грудня, — окупаційний бургомістр. Військову владу з 28 листопада представляв генерал Лаврєнтьєв.
Окупаційна влада відкинула проект випуску міських грошей і для фінансування діяльності установ 5 грудня запровадила реквізиції. Запаси продуктів харчування, дров та вугілля конфісковувались і продавались через три міських магазини. Доступ євреїв до цих магазинів був заборонений.
Майно єврейської релігійної громади та Єврейський національний дім оголошувались конфіскованими, на євреїв була накладена контрибуція в 50 000 рублів, 20 євреїв було одразу ж взято в заручники. Бідним євреям заборонялося отримувати їжу чи хліб на десяти міських народних кухнях. За кілька днів єврейська громада спромоглася зібрати лише 4000 крон, тоді почалися арешти додаткових заручників.

### Звільнення
7 лютого 1915 р. розпочався відступ російських військ з міста. 10 лютого виїхав губернатор. 16 лютого з'явилося розпорядження, яке забороняло цивільним мешканцям перебувати на вулиці під загрозою смертної кари.
17 лютого 1915 р. в місті з'явились австрійські війська.